# Forficatocaris claudii
Forficatocaris claudii is een eenoogkreeftjessoort uit de familie van de Parastenocarididae. De wetenschappelijke naam van de soort is voor het eerst geldig gepubliceerd in 1972 door Noodt.